# 김광수 (1981년)
김광수(金光洙, 1981년 5월 5일 ~ )는 전 KBO 리그 KIA 타이거즈의 투수이다.

## 선수 시절

### LG 트윈스시절
2000년 2차 2순위(전체11순위)지명을 받고 입단하였다. 입단 첫 해 4경기 출장에 그쳤고, 2001년에는 팔꿈치 수술로 전력 이탈, 2002년에는 1경기 출장에 그치며 별다른 활약이 없었고, 2003년 28경기(선발12경기) 4승 7패 1세이브 평균자책점 5.10을 기록했다. 2004년 대한민국 병역 비리 사건으로 구속 수감되었고, 이후 공익근무요원으로 복무를 마친 뒤 2008년에야 복귀하였고 2010년까지 선발과 불펜을 오가며 나름대로 쏠쏠한 활약을 했다.

### 한화 이글스시절
2011년 7월 11일 한화 이글스 유원상, 양승진과의 1대2 트레이드로 한화 이글스에 이적하였다.

### KIA 타이거즈시절
2015년 5월 6일 당시 한화 이글스 소속이었던 그와 유창식, 오준혁, 노수광과 KIA 타이거즈 소속이었던 임준섭, 박성호, 이종환의 4 대 3 대형 트레이드로 KIA 타이거즈에 이적하였다. 2015 시즌과 2016 시즌에 불펜에서 필승조로 활약했었으나, 2017 시즌 19경기에 등판하여 20 2/3이닝동안 39피안타, 6피홈런, 3볼넷, 1승, 11점대 평균자책점이라는 부진한 성적을 기록하면서 시즌 후 배힘찬과 함께 방출되었다.

## 은퇴
2017시즌 이후 성적부진으로 KIA 타이거즈에서 배힘찬과 함께 방출되었고, 38세라는 적지 않은 나이에도 현역 연장의 의지를 보이면서 새로운 팀을 찾아나섰으나, 리빌딩바람이 불면서 유독 배테랑들에게 차가운 시장분위기로 인해 새로운 팀을 찾지 못하고, 대만 진출을 모색하기도 했지만, 결국 포기하고 2018년 1월 은퇴를 선언하였다.

## 출신 학교
- 인천숭의초등학교
- 상인천중학교
- 인천고등학교

## 통산 기록
| 연도 | 팀명   | 평균자책점 | 경기 | 완투 | 완봉 | 승 | 패 | 세 | 홀 | 승률  | 타자 | 이닝 | 피안타 | 피홈런 | 볼넷 | 사구 | 탈삼진 | 실점 | 자책점 |
| ---- | ------ | ---------- | ---- | ---- | ---- | -- | -- | -- | -- | ----- | ---- | ---- | ------ | ------ | ---- | ---- | ------ | ---- | ------ |
| 2000 | LG     | 48.60      | 4    | 0    | 0    | 0  | 0  | 0  | 1  | -     | 16   | 1.2  | 7      | 0      | 4    | 0    | 0      | 9    | 9      |
| 2002 | LG     | 13.50      | 1    | 0    | 0    | 0  | 0  | 0  | 1  | -     | 4    | 0.2  | 3      | 1      | 0    | 0    | 0      | 1    | 1      |
| 2003 | LG     | 5.10       | 28   | 0    | 0    | 4  | 7  | 1  | 0  | 0.364 | 374  | 83   | 87     | 12     | 39   | 4    | 56     | 52   | 47     |
| 2004 | LG     | 6.86       | 8    | 0    | 0    | 0  | 0  | 0  | 0  | -     | 103  | 21   | 35     | 2      | 7    | 0    | 8      | 19   | 16     |
| 2008 | LG     | 9.95       | 11   | 0    | 0    | 0  | 2  | 0  | 0  | 0.000 | 127  | 25.1 | 38     | 3      | 17   | 0    | 18     | 28   | 28     |
| 2009 | LG     | 6.71       | 34   | 0    | 0    | 4  | 7  | 0  | 1  | 0.364 | 531  | 114  | 150    | 19     | 49   | 6    | 67     | 96   | 85     |
| 2010 | LG     | 3.40       | 68   | 0    | 0    | 4  | 5  | 8  | 7  | 0.444 | 345  | 76.2 | 90     | 5      | 31   | 5    | 71     | 33   | 29     |
| 2011 | 한화   | 4.78       | 37   | 0    | 0    | 2  | 3  | 6  | 3  | 0.400 | 188  | 37.2 | 53     | 3      | 24   | 2    | 24     | 20   | 20     |
| 2012 | 한화   | 8.04       | 16   | 0    | 0    | 0  | 0  | 0  | 0  | -     | 81   | 15.2 | 30     | 2      | 5    | 1    | 11     | 15   | 14     |
| 2013 | 한화   | 5.72       | 56   | 0    | 0    | 3  | 3  | 1  | 4  | 0.500 | 293  | 67.2 | 75     | 3      | 16   | 6    | 41     | 45   | 43     |
| 2014 | 한화   | -          | 1    | 0    | 0    | 0  | 0  | 0  | 0  | -     | 3    | 0    | 3      | 1      | 0    | 0    | 0      | 3    | 3      |
| 2015 | KIA    | 4.53       | 41   | 0    | 0    | 4  | 4  | 0  | 9  | 0.500 | 194  | 43.2 | 53     | 2      | 13   | 2    | 22     | 24   | 22     |
| 2016 | KIA    | 5.16       | 54   | 0    | 0    | 2  | 6  | 7  | 14 | 0.250 | 241  | 52.1 | 67     | 5      | 22   | 0    | 39     | 31   | 30     |
| 2017 | KIA    | 11.76      | 19   | 0    | 0    | 1  | 0  | 0  | 0  | 1.000 | 110  | 20.2 | 39     | 6      | 3    | 3    | 10     | 31   | 27     |
| 통산 | 14시즌 | 6.01       | 378  | 0    | 0    | 24 | 37 | 23 | 40 | 0.393 | 2610 | 560  | 730    | 64     | 230  | 29   | 367    | 407  | 374    |